# Kurzzeitphysik
Die Kurzzeitphysik (auch Ultrakurzzeitphysik, Femtosekundenphysik oder Attosekundenphysik) widmet sich der Dynamik von Prozessen, die im Bereich von Mikro- (10−6) bis Atto- (10−18) Sekunden ablaufen. Dies umfasst unter anderem Strömungen, chemische Reaktionen, ultrakurze Laserpulse und elektrische Vorgänge. Laserpulse im Attosekundenbereich, sogenannte Attosekundenlaser, konnten von Ferenc Krausz und Paul Corkum zum ersten Mal sowohl erzeugt als auch nachgewiesen werden. Weitere Wissenschaftler auf dem Gebiet der Kurzzeitphysik sind Anne L’Huillier, J. Roy Taylor, Hubert Schardin, Manfred Hugenschmidt und Ingolf Hertel.